# Antonio Camacho Vizcaíno

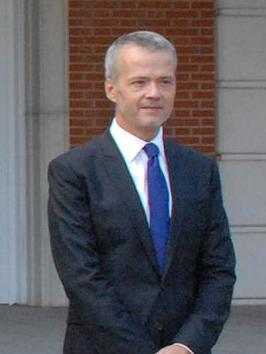
Antonio Camacho (2011).

Antonio Camacho Vizcaíno (* 1964 in Madrid) ist ein spanischer Politiker der Partido Socialista Obrero Español (PSOE). Er war von Juli 2011 bis Dezember 2011 Innenminister im Kabinett Zapatero.

## Leben
Camacho arbeitete zwischen 1991 und 1993 als Staatsanwalt an einem Gericht in Valencia und anschließend in Madrid. Am 19. April 2004 wurde er zum Staatssekretär für Sicherheit des Innenministeriums ernannt. Nach dem Rücktritt des Innenministers Alfredo Pérez Rubalcaba übernahm Camacho am 11. Juli 2011 dessen Posten.